# Antik Telecom
ANTIK Telecom s.r.o. – słowackie przedsiębiorstwo telekomunikacyjne z siedzibą w Koszycach. Operator oferuje rozwiązania telekomunikacyjne, wśród których mieszczą się: dostęp do internetu, usługi telefoniczne, telewizja satelitarna i telewizja IP dla prawie 55 tys. klientów – gospodarstw domowych, firm, szkół i instytucji publicznych. Należy do największych słowackich dostawców usług telekomunikacyjnych i jest największym regionalnym operatorem telekomunikacyjnym w kraju.
Przedsiębiorstwo zostało założone w 1999 roku.